# O Veterano
O Veterano e Outros Contos de Suspense (The Veteran, no original) é um livro de contos do consagrado autor Frederick Forsyth. Foi publicado pela primeira vez em 2002.
O livro apresenta quatro contos inéditos, repletos de intriga, investigação, reviravoltas e rivalidade entre grupos políticos, que se deslocam de Londres até Siena, da segunda grande guerra até a batalha contra as drogas.
No conto "O veterano", Forsyth narra a história da investigação do assassinato brutal, nos becos mais obscuros de Londres; em "A essência da arte" o autor conta a história por trás de um elaborado golpe no mundo das artes; em O milagre, resgata memórias das segunda guerra, entremeadas com a tradição renascentista italiana; em "O cidadão", mostra como agem quadrilhas de criminosos internacionais até mesmo dentro de um Jumbo 747 que voa sem escalas de Bangcoc para Londres.